# Spader Dame
Spader Dame är en roman från 1824 av den svenske författaren Clas Livijn. Den handlar om en student som inte kan få kvinnan han älskar och som ondgör sig över, bland annat, det svenska rättsväsendet. Boken har formen av en brevroman. Stämningen, humorn och den lyriska prosan är mer framträdande än romanens handling. Spader Dame var det enda större verk som Livijn fullbordade, efter en rad fragment och nedlagda projekt.